# 정한철 (축구 선수)
정한철(1996년 6월 20일 ~ )은 대한민국의 축구 선수로 현재 김포 FC소속이다.